# 斬雞頭
斬雞頭和燒黃紙，是流傳於廣東、福建、香港、澳門、臺灣等地的民間社會中的一種發毒誓的方式，其同屬於一個儀式。

## 過程
跪在神案或神龕面前，而對神像，點燃香燭，頂禮膜拜。然後手執一張寫著誓言的黃紙，高聲吟誦誓言，廟內執事取出早已準備好的菜刀、砧板和雄雞一隻，一刀斬下雞頭，讓雞血灑在寫有毒誓的黃紙上，再將黃紙焚燒，方爲了結。
專門研究中國社會史的學者安樂博（Robert Antony）表示，在廣東等地的民間社會中，人民解決爭執與疑難之事的流行方式，並不是憑藉斬雞，而是採用如同古時判案的「蛇判」——先將毒蛇引入囊中，而後當事者即探手入內。這是一種以毒蛇是否攻擊當事者的手，來判斷事情是非的方式。若手遭蛇咬，則表示理曲；反之，則表示理直。

## 各國例子

### 香港
香港開埠初期法制尚未完善，當時港英政府批准華人可依「斬雞頭，燒黃紙」的傳統方式進行宣誓，而且必須在上環文武廟內舉行。1918年，有兩個商人因錢債糾紛而在香港打官司，雙方都拿不出有力的證據，法庭調解多次不能化解，於是他們到上環文武廟，在師爺、律師的見證下「斬雞頭」。到了廟中，原告不肯先跪下發誓，被告也不肯跪下發誓，於是沒有斬雞頭。回到法庭，法官因原告不肯先下跪發誓，說明他心虛、理虧，反判原告有罪，被告無罪。當時此案轟動了整個香港。

### 台灣
在1970至2000年間，地方選舉之候選人多為自證清白、未有貪贓枉法之事而斬雞頭。因斬雞頭吸引人潮觀看，該項作法逐漸變成政治宣傳的方式。
偶像劇「命中注定我愛你」有斬雞頭情節：男主角阮經天與女主角陳喬恩被女配角林美秀帶去斬雞頭自證清白，林美秀手持菜刀斬雞頭時台詞：「如有二心，“雞”（阮經天的生殖器）同此雞！」

### 加拿大

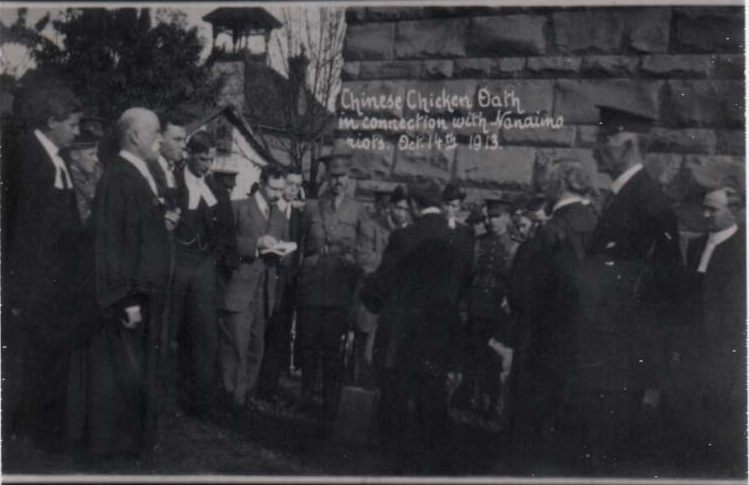
1913年在卑詩省一間法院外斬雞頭宣誓

十九世紀末至二十世紀初，大批廣東籍華工移民到加拿大，主要分布於西岸地區。當他們需要上庭作供時，為數不少的非基督徒被允許在法庭室外由法官和各方律師見證下，以斬雞頭形式為其作供宣誓，英文稱為「雞誓」（英語：chicken oath）。第一次關於斬雞頭作供的紀錄出現於1895年的溫哥華島。當時一名雜貨商去當地法庭提供若干刀具及雞隻，其後向當地政府發出付款單但被拒。在1902年至1930年期間，卑詩省和安大略省至少出現了四次有記錄的案件，當中的華人證人以斬雞頭形式宣誓。